# 曹一夔
曹一夔（？—？），字子韶，號雙華，湖廣寶慶府武岡州人，民籍，明朝政治人物、進士出身。

## 生平
隆庆元年（1567年）丁卯科湖廣鄉試第二十八名，會試第一百九十四名，萬曆二年（1574年）登甲戌科進士第三甲第九名。授行人，八年六月考选江西道御史，十年长芦巡盐，条陈盐政九事，再巡按四川，本年十二月升浙江嘉湖兵备佥事，张居正死后，南京山西道御史田一麟疏参商为正、曹一夔皆奔走居正门下，素行可鄙。十二年三月被革职削籍。

## 著作
所著有《虚白堂集》。

## 家族
曾祖父曹遜，曾任壽官；祖父曹珊；父曹朝陽。母蔣氏。具庆下。弟一龍。